# Vecchia Romagna

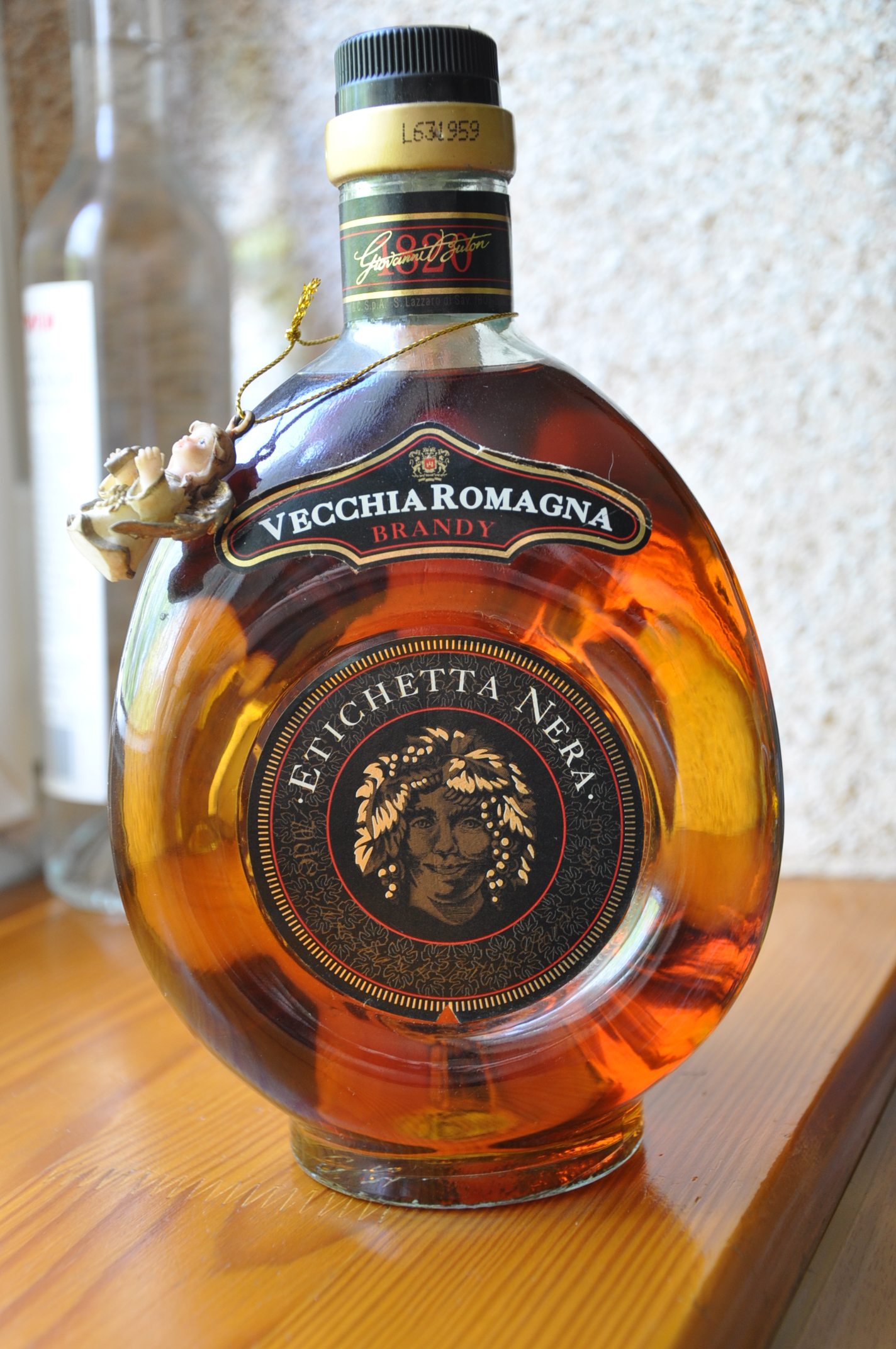
Vecchia Romagna Etichetta nera

Der Vecchia Romagna ([ˈvɛkkja roˈmaɲɲa], deutsch Alte Romagna) ist ein Weinbrand aus der Emilia-Romagna in Italien. Der Name leitet sich davon ab, dass der Weinbrand traditionellerweise aus Produkten dieser Region hergestellt wird. Es gibt ihn in den Qualitätsstufen Etichetta nera („Black label“), Classica und Riserva 10 anni sowie Etichetta Oro und Etichetta Bianca. Die Marke wurde bereits 1820 kreiert, die Markteinführung erfolgte allerdings erst 1939 auf dem italienischen Markt. Der Vertrieb in Deutschland erfolgt durch die Berentzen-Gruppe.